# Маяк острова Рам
Маяк острова Рам (англ. Ram Island Light) — маяк, расположенный на острове Рам на входе в гавань города Бутбей, округ Линкольн, штат Мэн, США. Построен в 1883 году. Автоматизирован в 1965 году.

## История
Природная гавань города Бутбей была очень удобна для торговых судов: она была достаточно глубокой для них и хорошо защищала суда во время шторма. В XIX веке торговые потоки через город постоянно росли, сам он стал центром торговли и судостроения, и 3 марта 1837 года Конгресс США выделил 5000$ на строительство маяка на входе в гавань со стороны острова Фишерменс, чтобы сделать пролив между островом и материком безопасным для судоходства. Однако, после посещения предполагаемого места строительства, комиссия пришла к выводу, что уже существующих маяков достаточно для безопасного судоходства. Но дальнейшее увеличение интенсивности судоходства в регионе привело к тому, что спустя 45 лет это решение было пересмотрено и 7 августа 1882 года Конгресс США выделил 25 000 $ на строительство маяка. Весной 1883 года здание маяка, представляющее собой цилиндрическую башню выстой 11 метров, построенную из кирпича на гранитном фундаменте, расположенную на небольшой скале недалеко от берега. Комплекс зданий маяка также включал дом хранителя, мост, котельную, эллинг и пристань. Маяк был автоматизирован Береговой охраной США в 1965 году. Оригинальная линза Френеля была украдена после автоматизации, но вскоре ее нашли, и сейчас она находится в музее Исторического общества региона Бутбей. 
В 1988 году маяк был включен в Национальный реестр исторических мест.